# Golgota der Beskiden

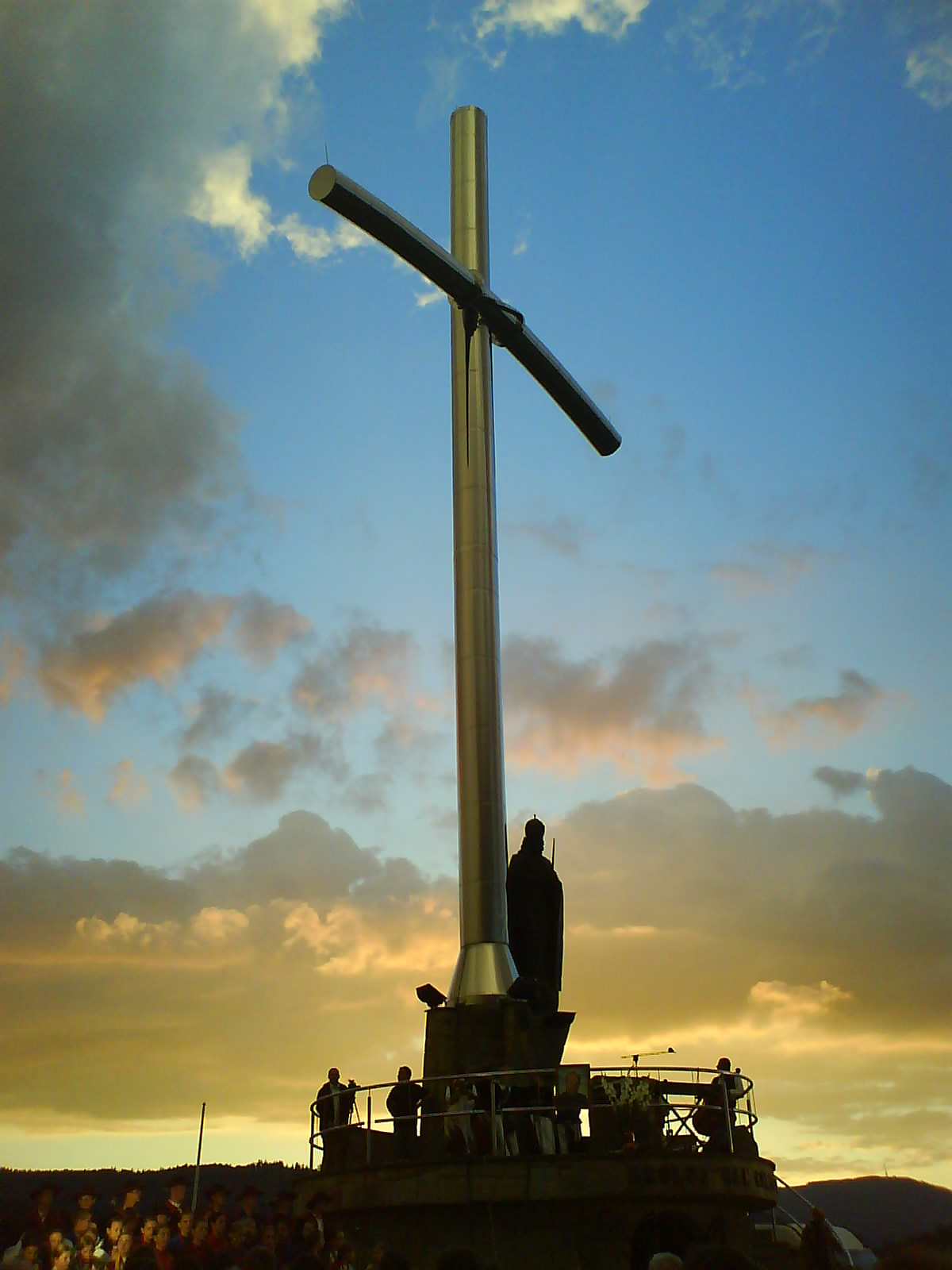
Millenniumskreuz auf dem Matyska

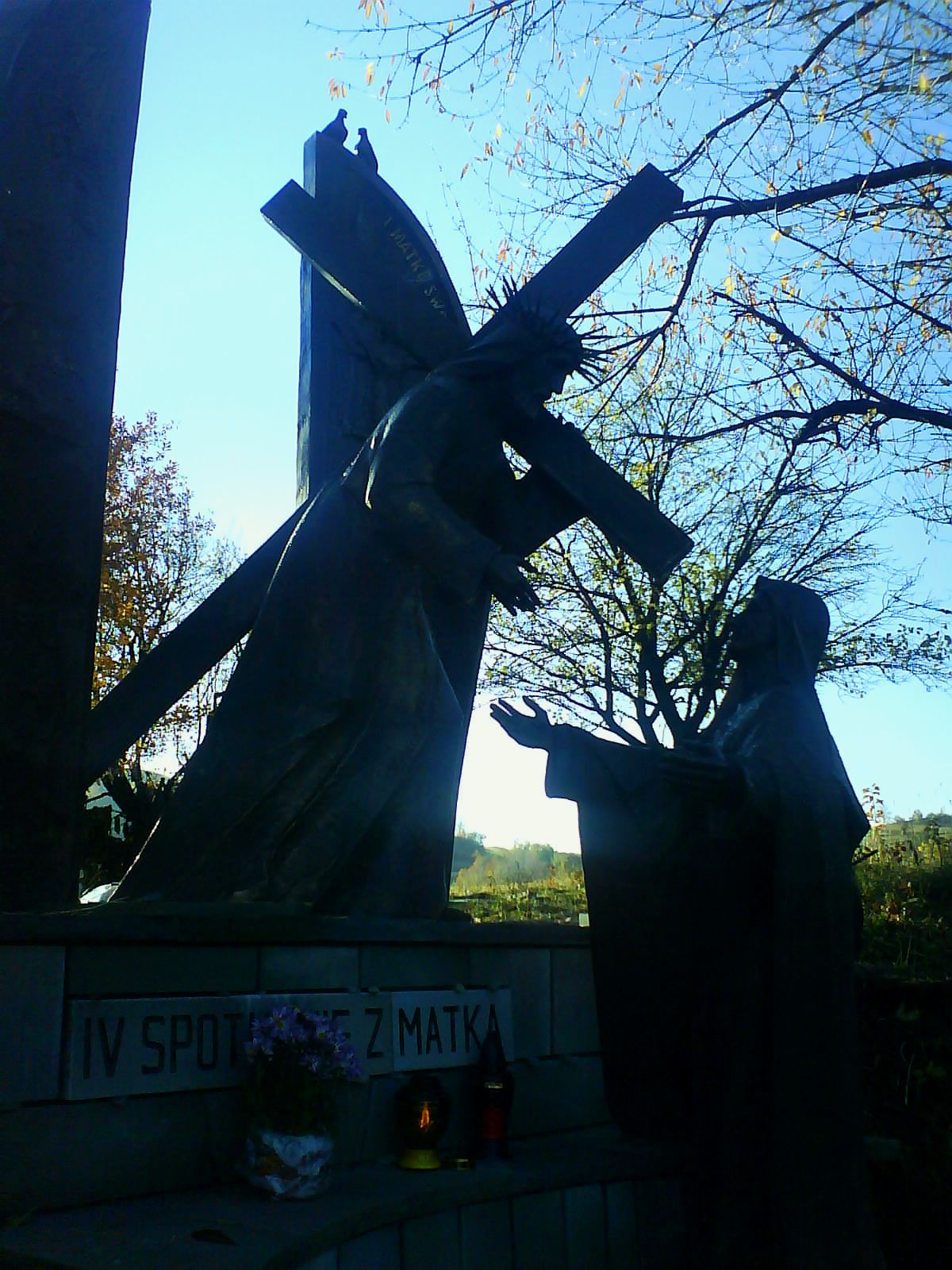
Die vierte Station des Kreuzwegs auf dem Matyska - Jesus trifft seine Mutter

Golgota der Beskiden (polnisch Golgota Beskidów) ist ein Kreuzweg, der auf den Hügel Matyska (609 m ü. NN) im Dorf Radziechowy (bei Żywiec in Südpolen) hinaufführt. Längs des Wanderweges, der sich zwischen Dorfhäusern und – etwas höher – zwischen Feldern und Wiesen aufwärts schlängelt, befinden sich Kreuzwegstationen, die an die letzten Stunden des Lebens Jesu erinnern.
Auf dem Hügel steht ein Millenniumskreuz, das im Jubiläumsjahr 2000 errichtet wurde. Heutzutage ist es ein Ort, der römisch-katholische Pilger anzieht.
Vom Matyska bietet sich ein Rundblick zu den Saybuscher und Schlesischen Beskiden. 